# Ruderkrabbe
Die Ruderkrabbe (Polybius depurator; Syn. Liocarcinus depurator) ist eine Krabbenart, die in Nord- und Ostsee, im Mittelmeer und im Schwarzen Meer vorkommt.

## Merkmale
Die Ruderkrabbe erreicht eine Rückenpanzerbreite von 4 bis 5 cm. Das letzte Segment des letzten Schreitbeins ist bläulich, paddelartig verbreitert und wird propellerartig zum Schwimmen eingesetzt. Der Panzer (Carapax) ist bräunlich bis dunkelrot marmoriert, weist, insbesondere im hinteren Teil, Grübchen und Höcker und an den Seiten weiße Flecken auf. Die drei Zähne im Bereich der Stirn sind gleich groß und ragen kaum hervor. Die fünf Zähne auf beiden Seiten des Carapax sind spitz und deutlich, wobei der letzte schärfer als die übrigen vier ist. Die beiden Scheren sind gleich groß.

## Lebensweise
Die Ruderkrabbe bewohnt sandige, schlammige oder Kieseluntergründe in Tiefen zwischen 5 und über 200 m. Sie jagt schwimmend und erbeutet auch kleine Fische. Die Hauptnahrung bilden Krebstiere, Weichtiere, Vielborster und Schlangensterne.

## Ruderkrabbe und Mensch

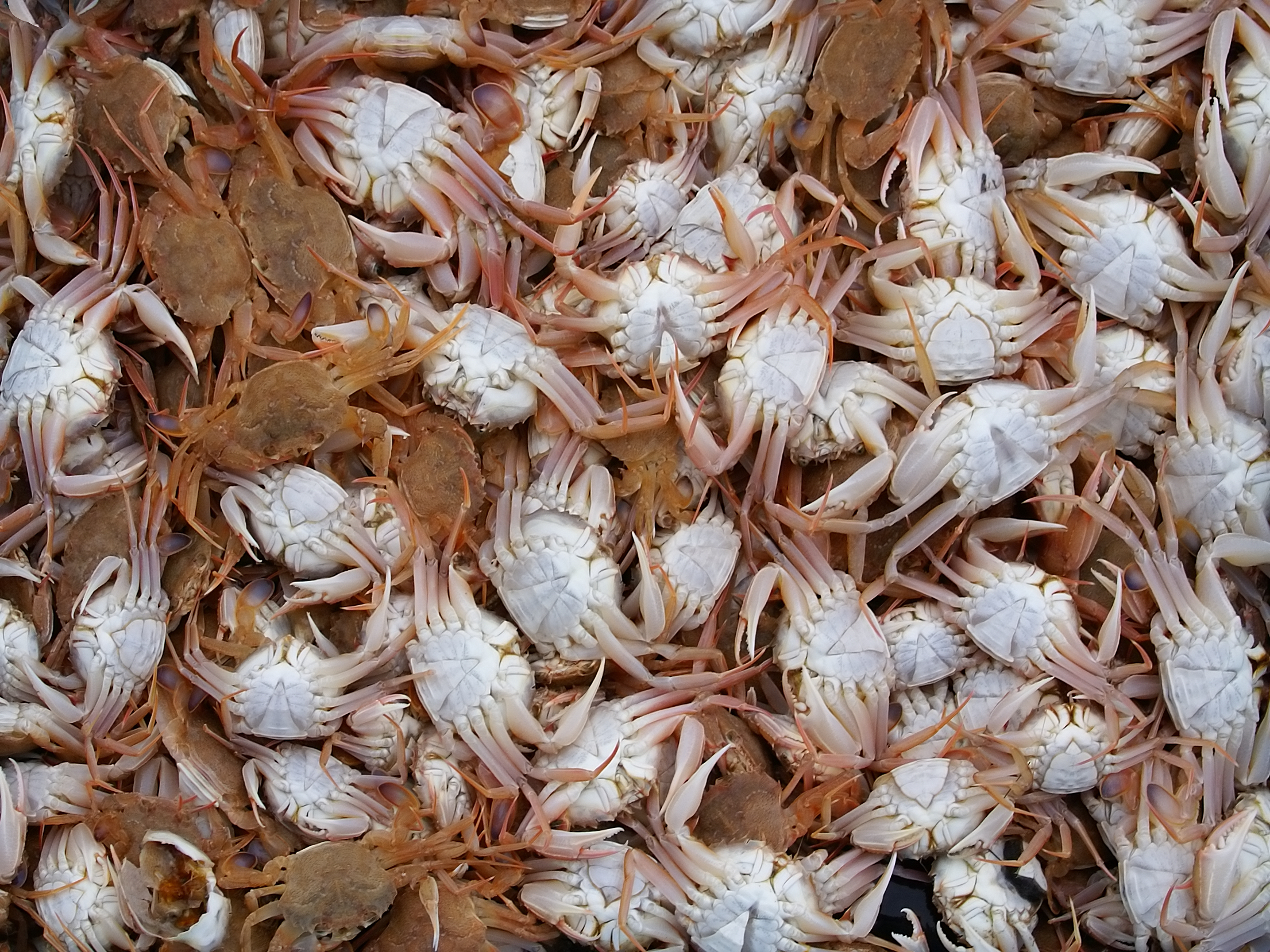
Ruderkrabben auf einem Markt in L'Ametlla de Mar

Die Ruderkrabbe wird auch als Nahrungsmittel gefangen. 
Wirtschaftliche Bedeutung haben Hematodinium-Infektionen. Vor der britischen Küste wurden Prävalenzen von bis zu 22,5 % bei Ruderkrabben ermittelt. Die Erkrankung führt zu Veränderungen, die eine Vermarktung unmöglich machen.